# Justin Kelly (regista)
Justin Kelly (Jennings, 3 agosto 1978) è un regista e sceneggiatore statunitense.

## Biografia
Ha iniziato la sua carriera come assistente di produzione negli anni novanta, poi si trasferisce a San Francisco per studiare cinema e diventare un regista. Ha realizzato diversi di cortometraggi e video musicali, per gruppi come Gossip, Hunx and his Punx e Tiny Hearts. 
Sotto l'ala protettiva di Gus Van Sant, nel 2015 debutta alla regia cinematografica con il controverso film I Am Michael, che racconta la storia vera di Michael Glatze, attivista gay che ha "rinnegato" la sua omosessualità diventando un pastore cristiano anti-gay. Il film è stato presentato in anteprima al Sundance Film Festival 2015.
Nel 2016 dirige il suo secondo lungometraggio intitolato King Cobra, incentrato sul brutale omicidio del produttore pornografico Bryan Kocis per mano di due produttori rivali che si contendevano il pornodivo Brent Corrigan. Il film è stato presentato al Tribeca Film Festival ad aprile 2016 ed è stato presente nella sezione After Hours del 34° Torino Film Festival.

## Filmografia

### Regista e sceneggiatore
- Debris  (2006) - cortometraggio
- Front (2007) - cortometraggio
- Girl! (2009) - cortometraggio
- I Am Michael (2015)
- King Cobra (2016)
- Welcome the Stranger (2018)
- Jeremiah Terminator LeRoy (2018)